# Blazar
O blazar é um corpo celeste que apresenta uma fonte de energia muito compacta e altamente variável associada a um buraco negro supermassivo do centro de uma galáxia ativa. O blazar sofre um dos fenômenos mais violentos do universo e é um dos tópicos mais importantes em astronomia extragaláctica.
Os blazares são membros de um grupo maior de galáxias ativas conhecidas como galáxias de núcleo activo (AGN em inglês). Entretanto, os blazares não são um grupo homogêneo e portanto estão divididos em grupos menores dos quais destacam-se os OVVs e os objetos BL Lacertae.
São exemplos de blazar os seguintes objetos: PKS 2155-304, Markarian 421 e Markarian 501.